# Fjordman
Fjordman, pseudonym för Peder Are Nøstvold Jensen, född 11 juni 1975, är en norsk islamkritisk bloggare. Han har främst skrivit om islam och muslimsk invandring till Europa. Fjordman blev känd för en bredare allmänhet efter att attentatsmannen Anders Behring Breivik utförligt citerat honom i sitt manifest.

## Utbildning och yrke
Peder Nöstvold Jensen växte upp i Ålesund. Han har teknisk utbildning vid Oslo universitet, innovation och kultur. I sin masterexamen arbetade han med censur och bloggar i Iran. Peder Jensen har studerat arabiska vid Universitetet i Bergen och vid det Amerikanska Universitetet i Kairo. Under hans vistelse i Kairo inträffade 11 september-attackerna och Jensen uppfattade hur invånare i Kairo firade terrorattackerna på USA. Enligt Jensens egen utsago ändrade händelsen hans inställning till islam på ett grundläggande sätt. I augusti 2011 arbetade Peder Jensen på ett dagcenter för utvecklingsstörda i Oslo.

## Bloggare
Fjordman blev känd för allmänheten efter terrorattentaten den 22 juli 2011, då attentatsmannen, Anders Behring Breivik, hänvisade till honom i sitt så kallade manifest, 2083: A European Declaration of Independence. Jensen, som trädde fram i tidningen Verdens gang två veckor efter händelsen för att ta avstånd från Breivik, har enligt egen utsago varit central i den islamfientliga miljön i Norge och Europa. Hans texter har förmedlats på webbplatser och bloggar, i Sverige bland annat av den sverigedemokratiske riksdagsledamoten Kent Ekeroth..